# WMV
WMV (Windows media video) - je generičko ime za seriju Microsoftovih video codeca baziranu na MPEG-4 standardu.
Za WMV potrebno je imati instaliran operativni sustav Windows ili Mac OSX i na njemu posljednju inačicu Windows Media Playera, programa s kojim se WMV može reproducirati (i drugi programi mogu reproducirati video zapise ako je na računalu instaliran odgovarajući video codec, no obično je slika nekvalitetna u tom slučaju, radi Microsoftove politike softvera zatvorenog koda).
Inačice WMV 7 i 8 su proprietary, tek je inačica 9 slobodna za uporabu.